# Alternative verte zougoise
L'Alternative verte zougoise (ALG, ; en allemand : Alternative - die Grünen Zug, en italien : Alternativa Cantone di Zugo et en romanche : Alternativa Chantun Zug) est une fédération de partis politiques zougois, membre des verts suisse.

## Histoire
Dès 1985, l'Alliance socialiste et verte (Sozialistisch Grüne Alternative Zug) est créée par des anciens membres du Parti socialiste ouvrier (trotskiste), des indépendants de gauche et des membres venant des organisations féministes ainsi que des Organisations progressistes de Suisse.
En 2005, elle regroupe sous son toit plusieurs partis locaux de gauche en une seule fédération. Les partis qui la composent sont:
- Alternative Baar, créée en 2007
- Alternative Ville de Zoug, créée en 2007[4]
- Forum Oberägeri, créé en 1990[5]
- Freie Wähler Menzingen, créé en 1994[6]
- Frische Brise '86, créée en 1986[7]
- Gleis 3, créé en 1986[8]
- KriFo Alternative Cham, créé en 1986[9]

En 2007, elle change son nom et prend son intitulé actuel et adhère en tant que parti autonome aux Verts suisses le 13 juin 2009.

## Représentation électorale
Entre 1990 et 2006, Hanspeter Uster fut Conseiller d'État pour le Canton de Zoug sous les couleurs de la SGA. Lors du renouvellement du Conseil d'État en 2006 toujours, la SGA/Alternative Verte zougoise obtient 2 représentants, Manuela Weichelt-Picard et Patrick Cotti, ce dernier perdant son siège au profit d'un membre de l'UDC en 2010. Lors des élections cantonales de 2018, le parti ne peut défendre le siège de Manuela Weichelt-Picard, qui se retire et perd ainsi son représentation au gouvernement cantonal.
Dès 2003, au Conseil national, la SGA respectivement l'Alternative verte zougoise est représentée par Josef Lang qui siège avec le groupe parlementaire des Verts. Le parti perd son siège lors des élections fédérales suisses en 2011. Depuis les élections de 2019, les Alternatifs zougois sont à nouveau représentés au Conseil national, avec Manuela Weichelt-Picard.